# Prière dans le catholicisme
 (janvier 2025).
Motif : absence totale de sources secondaires, affirmations non vérifiées, majuscules abusives...)
 (juin 2025).
Motif : Toujours aucune source secondaire. Quelle est la pertinence de cette page par rapport aux pages générales sur la prière, dont celle sur le christianisme ?
- Archive Wikiwix
- Bing
- Cairn
- DuckDuckGo
- E. Universalis
- Gallica
- Google
- G. Books
- G. News
- G. Scholar
- Persée
- Qwant
- (zh) Baidu
- (ru) Yandex
- (wd) trouver des œuvres sur Wikidata

| 1. | Préciser le motif de la pose du bandeau. | Précisez le motif de la pose du bandeau en utilisant la syntaxe suivante : {{admissibilité à vérifier\|date=juillet 2025\|motif=remplacez ce texte par le motif}}                                |
| 2. | Informer les utilisateurs concernés.     | Pensez à avertir le créateur de l'article, par exemple, en insérant le code ci-dessous sur sa page de discussion : {{subst:avertissement admissibilité à vérifier\|Prière dans le catholicisme}} |

Pour les articles homonymes, voir Prière (homonymie).

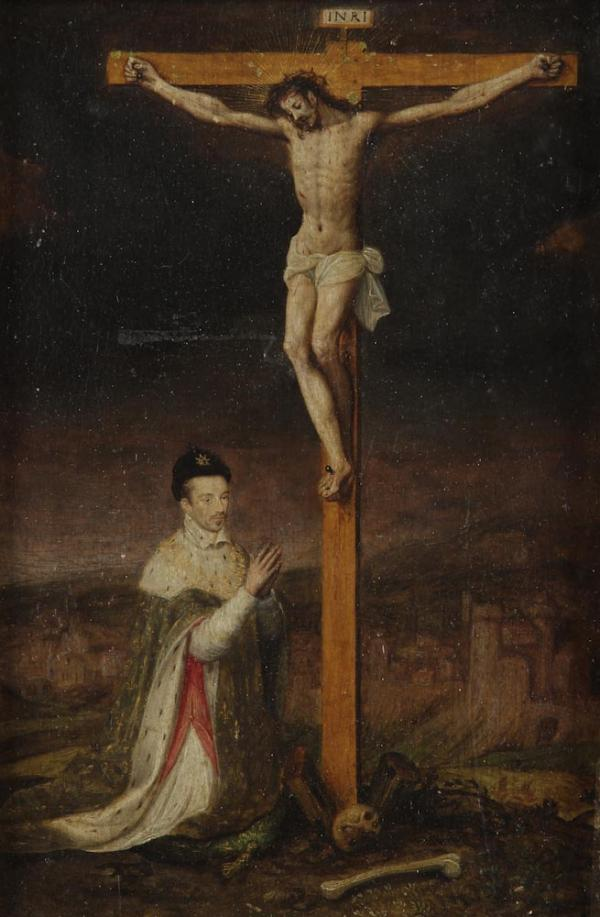
Henri III au pied du Christ en croix, école française, 1580.

La prière dans le catholicisme se présente sous diverses formes : bénédiction, adoration, demande, intercession, action de grâce, ou louange. Lorsqu'un catholique formule une demande dans sa prière, il espère un certain résultat dans le monde physique, comme la guérison d'une maladie, ou dans l'au-delà comme l'absoute pour les morts.
Cependant, toutes les prières ne se résument pas à des demandes d'intercession. Certaines ont pour but de réparer les péchés, comme les actes de réparation à Jésus.

## Doctrine concernant la prière
Le Christ apprend, à ses disciples, à prier sans hésiter avec un cœur pur et une foi persévérante ; l'humilité étant la base de la prière. L'Évangile selon Luc contient des paraboles illustrant qu'un bon prieur doit être patient, tenace et humble.
La position catholique sur la prière enseigne que la prière implique l'intercession de l'Esprit Saint,: « L'Esprit saint, dont l'onction imprègne tout notre être, est le Maître intérieur de la prière chrétienne et l'artisan de la tradition vivante de la prière. »

## Formes de prière
Les six formes de prières catholiques sont présentées dans le Compendium du Catéchisme de l'Église catholique (2005) et dans le livre Méditation et paix intérieure (2020) des auteurs Gourrier et Desbouchages :
- La bénédiction

C'est la réponse de l’homme aux dons de Dieu ; nous bénissons le Tout-Puissant qui nous a bénis le premier et qui nous comble de ses dons.
- L'adoration

C'est le prosternement de l'homme, qui se reconnaît créature devant son Créateur trois fois saint.
- La demande

Il peut s’agir d’une demande de pardon ou encore d’une demande pour tous nos besoins, tant spirituels que matériels, la première réalité à désirer étant la venue du Royaume.
- L'intercession

Elle consiste à demander en faveur d’un autre, même à nos ennemis ; elle nous conforme et nous unit à la prière de Jésus, qui intercède auprès du Père pour tous les hommes, en particulier pour les pécheurs ;
- L'action de grâce

C'est une attitude de reconnaissance envers Dieu ; l’Église rend sans cesse grâce à Dieu, surtout en célébrant l'Eucharistie dans laquelle le Christ fait participer à son action de grâce au Père ;
- La louange

C'est la forme de prière qui reconnaît le plus immédiatement que Dieu est Dieu ; elle est totalement désintéressée : elle chante Dieu pour lui-même et lui rend gloire parce qu’il est.

## Tradition de la prière

### Sources de la prière
Plusieurs sources permettent d’alimenter la prière et de s’abreuver de l'Esprit Saint. Le Catéchisme de l'Église catholique en identifie quatre :
- La Parole de Dieu

En lisant et en méditant la Bible, l’homme peut prier et dialoguer avec Dieu dans son cœur.
- La liturgie de l'Église

Pendant et après la messe, le chrétien garde en son cœur un esprit de prière, et prolonge celle qui a commencé avec la liturgie : la prière intériorise et assimile la Liturgie pendant et après sa célébration.
- Les vertus théologales

Les trois vertus théologales que sont la foi, l’espérance et la charité sont sources de toute prière. Selon le Catéchisme de l’Église Catholique : « On entre en prière par la porte étroite de la foi ». L’Esprit saint éduque aussi « à prier dans l’espérance », en attendant le retour du Christ, et encourage à puiser dans l’Amour qui est « source » et « sommet de la prière ».
- « Aujourd'hui »

C’est dans les évènements quotidiens que l’homme peut trouver des raisons de prier. C’est dans le présent qu’il peut rencontrer Dieu : « ni hier ni demain, mais aujourd’hui ».

### À qui s'adresse la prière chrétienne
La prière peut s'adresser :
- au Père ;
- à Jésus ;
- à l'Esprit saint.

Les prières à l'Esprit saint sont très nombreuses. Les plus connues sont :
- le Veni Creator Spiritus (« Viens Esprit Créateur »), hymne grégorien composé au IXe siècle[13] ;
- le Veni Sancte Spiritus (« Viens Esprit saint »), séquence ou chant liturgique catholique ; la liturgie catholique prévoit qu'il soit chanté lors de la messe de Pentecôte, au cours de laquelle est fêtée la venue de l’Esprit saint sur les apôtres cinquante jours après Pâques[14] ;
- la prière au Saint-Esprit de saint Jean-Paul II[15].

Chez les catholiques, elle peut se faire en communion avec la Sainte Mère de Dieu.
Les guides pour la prière sont les témoins de l'Église (les saints dans l'Église catholique), les serviteurs de la prière (famille chrétienne, ministres ordonnés, religieux, catéchèse des enfants, groupes de prière).

### Lieux de prière
Les lieux favorables à la prière sont :
- l'église pour la prière liturgique de la communauté paroissiale ainsi que pour la prière personnelle ;
- un coin prière pour la prière personnelle ou familiale, ou la table du repas familial pour les « Grâces » ;
- dans les régions où il existe des monastères, ces communautés ont pour vocation de favoriser le partage de la prière des heures avec les fidèles, et de fournir la solitude nécessaire à une prière personnelle plus intense ;
- les lieux de pèlerinages et les sanctuaires sont également des lieux de prière.

## Expressions de la prière

### Les expressions de la prière
Le Catéchisme de l'Église catholique distingue trois expressions de la prière, :
- La prière vocale

Elle associe le corps à la prière intérieure du cœur ; le Notre Père est un exemple de prière vocale.
- La méditation

La méditation est une réflexion priante, qui part surtout de la Parole de Dieu dans la Bible. Elle met en œuvre l'intelligence, l'imagination, l'émotion, le désir, dans le but d'approfondir sa foi, de convertir son cœur et d’affermir sa volonté de suivre le Christ.
- L'oraison.

L'oraison mentale est l'expression simple du mystère de la prière. Elle est un regard de foi fixé sur Jésus, une écoute de la Parole de Dieu, un silencieux amour.

### Cas du parler en langues
À ces formes traditionnelles, certains mouvements charismatiques ou pentecôtistes peuvent ajouter le parler en langues (glossolalie).

## La prière selon Jésus
La principale prière des catholiques est le Notre Père. Elle a été enseignée par Jésus à ses disciples (Lc 11, 1-4). Cette prière est considérée comme un point d’union majeur entre les différentes traditions chrétiennes, au même titre que le baptême.
Le Notre Père est récité à chaque messe. Il se compose de sept demandes.
L'origine du Notre Père est liée à la tradition juive : selon Colette Kessler, théologienne juive, le terme de « Père » pour désigner Dieu est employé dans la Bible hébraïque comme dans la Bible chrétienne, même s’il est vrai qu’il est plus rare dans la Bible juive que dans le Nouveau Testament. L'appellation de « Père qui est au ciel » se trouve encore aujourd’hui, depuis 2000 ans ou plus, dans les prières juives quotidiennes. La formule « Que ton nom soit sanctifié » évoque immédiatement pour les juifs une formule liturgique très ancienne qui existait sans doute déjà du temps de Jésus. On la trouve dans le « Kaddish », prière de sanctification, prière quotidienne qui scande les différentes parties de l’office, qui est peut-être la plus familière à tout Juif parce que, non pas à l’époque de Jésus, mais plus tard, elle est devenue la prière que dit tout Juif qui perd un être cher.

## Les neuf manières corporelles de prier de saint Dominique

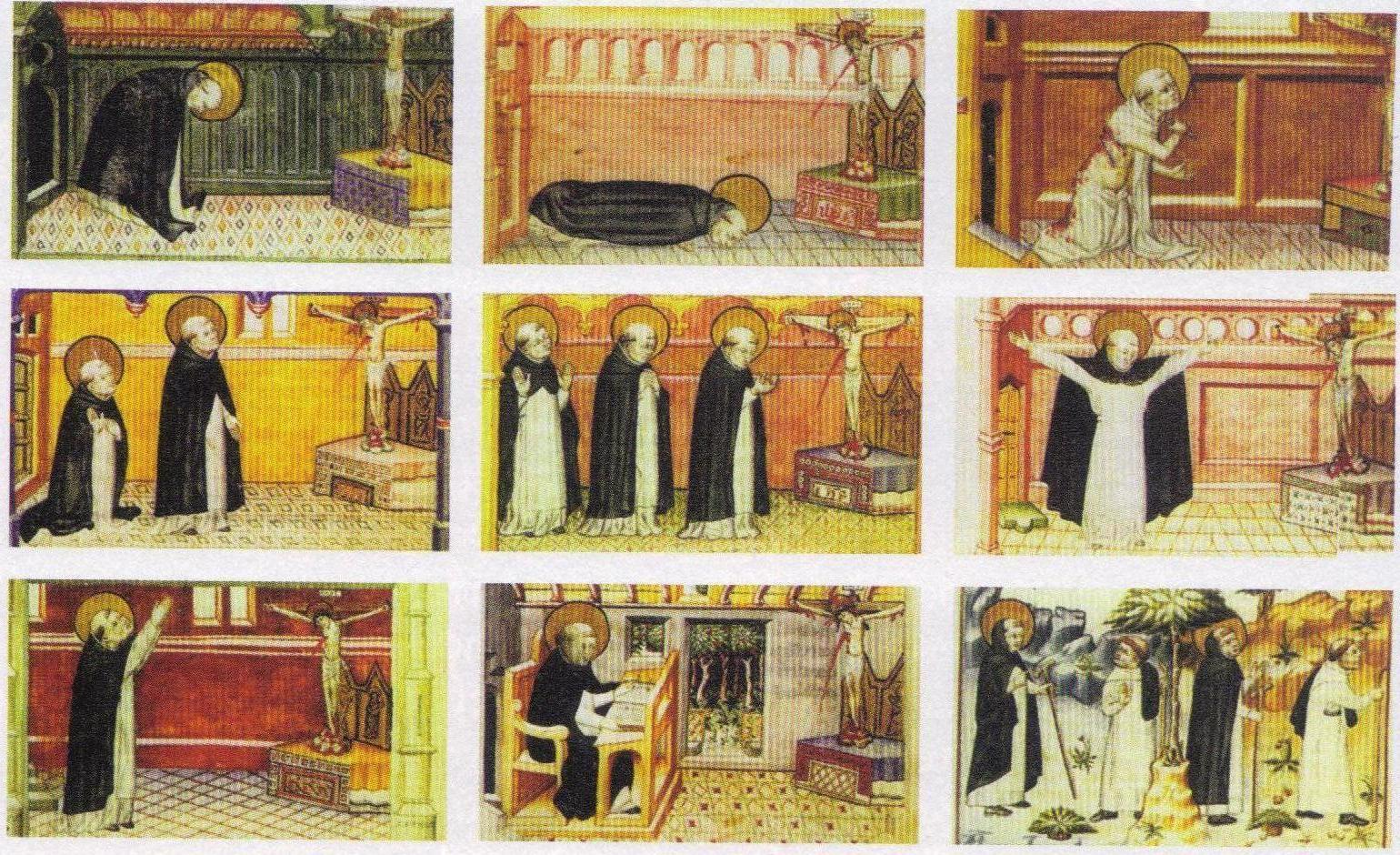
Les neuf formes de prières de Dominique.

Dominique de Guzmán codifia les manières de prier et leurs attitudes corporelles. Dans la seconde moitié du XIIIe siècle, un auteur anonyme retranscrit ce travail dans un manuscrit, Les modes de prier de saint Dominique, dont une copie en catalan (datant de la fin du XIVe siècle-début du XVe siècle) se situe actuellement à la Bibliothèque vaticane (Codex Rossianus 3). Ces neuf modes sont les suivants:
1. inclinaison ;
2. prosternation ;
3. discipline ;
4. génuflexion ;
5. élévation ;
6. en croix ;
7. mains élevées ;
8. baiser ;
9. en chemin.

## Prière des heures
La prière des heures, ou liturgie des heures, ou office divin, est la prière même de l'Église. C'est celle de tous, des simples fidèles, des moines, des religieux, et des prêtres.
Cette liturgie est parfaitement codifiée et se divise en sept (ou cinq) offices :
- les laudes ;
- l'office du milieu du jour (Tierce à 9h, Sexte à midi et None à 15h) ;
- les vêpres ;
- les complies ;
- l'office des lectures, ou lectio divina.

Le bréviaire est le livre dans lequel se trouve la liturgie des heures (hymnes, psaumes, prières, textes bibliques courts).

## Prière liturgique

### Prière eucharistique
La prière eucharistique est une prière adressée au Père, lui demandant d'envoyer l'Esprit Saint pour que le pain et le vin deviennent le Corps et Sang du Christ. La prière eucharistique peut comporter deux épiclèses, appel à l'Esprit Saint, sur le pain et le vin, et sur l'assemblée.
Dans la prière eucharistique, le prêtre honore la mémoire de ceux qui nous ont précédés. Par exemple, la prière eucharistique IV l'exprime de la façon suivante :
« Souviens-toi aussi de nos frères qui sont morts dans la paix du Christ, et de tous les morts dont toi seul connais la foi. »
Voir : Prières eucharistiques

### Livres de prière
- Le Livre des Psaumes
- Le bréviaire, dans le catholicisme

## La prière et le rosaire
Pour l'Église catholique, le rosaire « est une prière où la répétition des Ave Maria oriente la pensée et l'affection vers le Christ, et donc, se fait supplication confiante vers sa Mère et notre Mère ». Il est recommandé par le magistère comme un moyen bénéfique pour les chrétiens de s'associer aux mystères du Christ.
De plus, les autorités de l’Église estiment que  le rosaire « nous éduque à être humble dans la foi », et que  méditer sur les mystères de la vie du Christ c’est se laisser modeler par l’amour de Dieu..

## Autres formes de prières

### Prière pour la Création
Depuis 1989, sur l'initiative du patriarche Dimitri de Constantinople, l'Église orthodoxe a adopté une journée annuelle de prière pour la sauvegarde de la Création, le 1er septembre, au début de l'année liturgique orthodoxe. Le 6 août 2015, le pape François, sur la suggestion du métropolite de Pergame (el) Jean (Zizioulas) (el), représentant le patriarche Bartholomée, a retenu cette même date pour instituer la journée mondiale de prière pour la sauvegarde de la Création dans l'Église catholique, invitant les autres Églises chrétiennes à se joindre à ce mouvement.
La journée mondiale de prière pour la sauvegarde de Création marque le début du Temps de la Création.

### Prière pour l'unité des chrétiens
Une fois par an se déroule une semaine de prière pour l'unité des chrétiens, célébrée traditionnellement du 18 au 25 janvier (dans l'hémisphère nord) et à la Pentecôte (dans l'hémisphère sud). Les prières sont exprimées par un texte de base sur un thème biblique, préparé par des partenaires œcuméniques d'une région donnée. Le texte est ensuite examiné par un groupe international de participants issus du Conseil œcuménique des Églises (protestants et orthodoxes) et de l'Église catholique pour s'assurer qu'il est en relation avec la quête de l'unité de l'Église.

### Prières par l'intercession des saints
Dans les traditions catholique et orthodoxe, les prières de demande peuvent être adressées aux saints. Cela peut être fait à la messe, dans le bréviaire, ou de manière privée pendant la prière vocale.
Il est entendu que les saints répondent à de telles prières par leurs propres prières à Dieu sur la base des demandeurs. Les catholiques se réfèrent souvent à cela en rapport avec les « mérites », et distinguent entre latrie, la prière de sacrifice adressée à Dieu seul, et dulie, ou prière de louange adressée seulement à une créature telle qu'un saint.
Un exemple de prière par l'intercession des saints est la prière à saint Jean-Paul II de la fenêtre du ciel, du cardinal Angelo Comastri.
Certains catholiques pensent que la pratique de la prière par l'intercession des saints est similaire à une demande à un ami chrétien fidèle de prier pour quelqu'un. D'autres chrétiens, pour la plupart protestants et anglicans, rejettent la notion de prière par l'intercession des saints, qu'ils considèrent comme non biblique, et pensent que cela peut conduire au polythéisme, ou peut-être même se rapprocher de la nécromancie.

### Prières pour les morts
Les catholiques, notamment lors des enterrements, élargissent la communion des saints aux défunts (voir liturgie catholique).
Les protestants, qui considèrent apocryphes les livres des Maccabées parlant notamment des prières à faire pour les morts, préfèrent s'en abstenir et citent Luc 9:60 : « laissez les morts enterrer leurs morts ».
Le Kaddish d'enterrement du judaïsme n'est pas une prière pour les morts.

### Prière des frères
Dans les mouvements du Renouveau charismatique, et notamment dans la Communauté de l'Emmanuel, on pratique une forme de prière en groupe, pour une personne en particulier, appelée prière des frères.

### Prières pour les vocations
Les catholiques sont invités à prier régulièrement pour que surgissent des vocations à la prêtrise.

### Prières de délivrance
Des prières dites de délivrance, qui ne constituent pas un exorcisme à proprement parler, mais peuvent être assimilées aux anciens petits exorcismes, sont récitées par des prêtres, diacres et certains fidèles baptisés avec la permission de l'évêque, dans le but notamment de couper les liens avec un péché répété.
Deux autres courants de prières de délivrances sont identifiés, présentant une certaine nouveauté par rapport à la perspective plus traditionnelle des petits exorcismes. Le premier vient d'outre-atlantique, formalisé dans l'ouvrage Délié de Neal Lozano. Le modèle de délivrance de l'influence des esprits mauvais de Lozano a reçu un grand nombre d'encouragements d'évêques et supérieurs de séminaires américains, ainsi que du secrétaire de la commission doctrinale de la conférence épiscopale américaine. Il s'agit d'identifier les accès qui ont permis à la personne d'être l'objet de l'action du démon et de refermer ces voies en intimant l'ordre à l'esprit de partir. La possibilité qu'un lien avec un démon ait été contracté alors que l'enfant est encore dans le ventre de sa mère est dénoncée par le bureau des exorcistes de la Conférence des évêques de France,.
Le second vient de la réflexion de François Buet, formalisé dans sa thèse de doctorat De la libération à la vie dans l’Esprit. Buet adopte une approche anthropologique et personnaliste, selon laquelle les prières de délivrances visent à couper les liens qui entravent la personne sur le plan spirituel, mais sans que Buet désigne la cause de ce lien comme le fait d'un agent spirituel (ange déchu). Selon Buet, la prière de délivrance est réservée explicitement aux situations où la responsabilité de la personne est engagée dans un mal commis, et il exclut la possibilité d'une infestation maligne sans responsabilité de la personne visée contrairement aux cas des mystiques Mariam Baouardy ou Madame Rolland et à l'enseignement de l'Eglise.

## Prière et chant
La prière, surtout commune, peut avoir recours au chant. Comme le montre la spiritualité de saint Augustin, le chant renforce l'efficacité de la prière.

## Citation
« Il faut toujours prier comme si l'action était inutile et agir comme si la prière était insuffisante. »

Sainte Thérèse de Lisieux

## Positions théologiques papales

### Jean-Paul II
Dans son  encyclique Dominum et Vivificantem, saint Jean-Paul II rappelle le rôle primordial de l'Esprit Saint dans la prière :
« La manière la plus simple et la plus commune dont l'Esprit Saint, le souffle de la vie divine, s'exprime et entre dans l'expérience, c'est la prière. Il est beau et salutaire de penser que, partout où l'on prie dans le monde, l'Esprit Saint, souffle vital de la prière, est présent. Il est beau et salutaire de reconnaître que, si la prière est répandue dans tout l'univers, hier, aujourd'hui et demain, la présence et l'action de l'Esprit Saint sont tout autant répandus, car l'Esprit «inspire» la prière au cœur de l'homme, dans la diversité illimitée des situations et des conditions favorables ou contraires à la vie spirituelle et religieuse. »

### Benoît XVI
Parmi les quatre formes de prières basiques, Benoît XVI invite les catholiques à favoriser celle de la louange en s'appuyant sur l'Apocalypse:
« C’est un livre difficile, mais il contient une grande richesse.[..] Il nous met en contact avec la prière vivante et palpitante de l’assemblée chrétienne, rassemblée « le jour du Seigneur » (Ap 1, 10) : c’est là, en effet, la toile de fond sur laquelle se développe le texte.[..] Ces versets nous enseignent, en outre, que notre prière, souvent faite uniquement de demandes, doit au contraire, être faite avant tout de louange rendue à Dieu pour son amour, pour le don de Jésus-Christ qui nous a apporté force, espérance et salut. »
Le même jour, le pape enseigne aux auditeurs, réunis au Vatican, toujours en se référant à l'Apocalypse et rejoignant ce que Jean-Paul II a enseigné en son temps : la prière doit être "christo-centrique" et l'Esprit y a une place essentielle. Enfin, Benoît XVI explique qu'en comprenant l'essence même de la prière, les personnes comprendront le message du Christ ce qui les conduira sur la voie de la réelle repentance et de la réelle conversion. Persévérant ainsi, le chrétien embrassera finalement l'amour divin et grandira en son sein.